# Cichlasoma troschelii
Cichlasoma troschelii är en fiskart som först beskrevs av Steindachner, 1867.  Cichlasoma troschelii ingår i släktet Cichlasoma och familjen Cichlidae. Inga underarter finns listade i Catalogue of Life.